# Pațîkiv, Dolîna
Pațîkiv (în ucraineană Пациків) este un sat în așezarea urbană Vîhoda din raionul Dolîna, regiunea Ivano-Frankivsk, Ucraina.

## Demografie
Componența lingvistică a localității Pațîkiv
     Ucraineană (99,52%)
     Alte limbi (0,48%)
Conform recensământului din 2001, majoritatea populației localității Pațîkiv era vorbitoare de ucraineană (99,52%), existând în minoritate și vorbitori de alte limbi.